# Онсэн

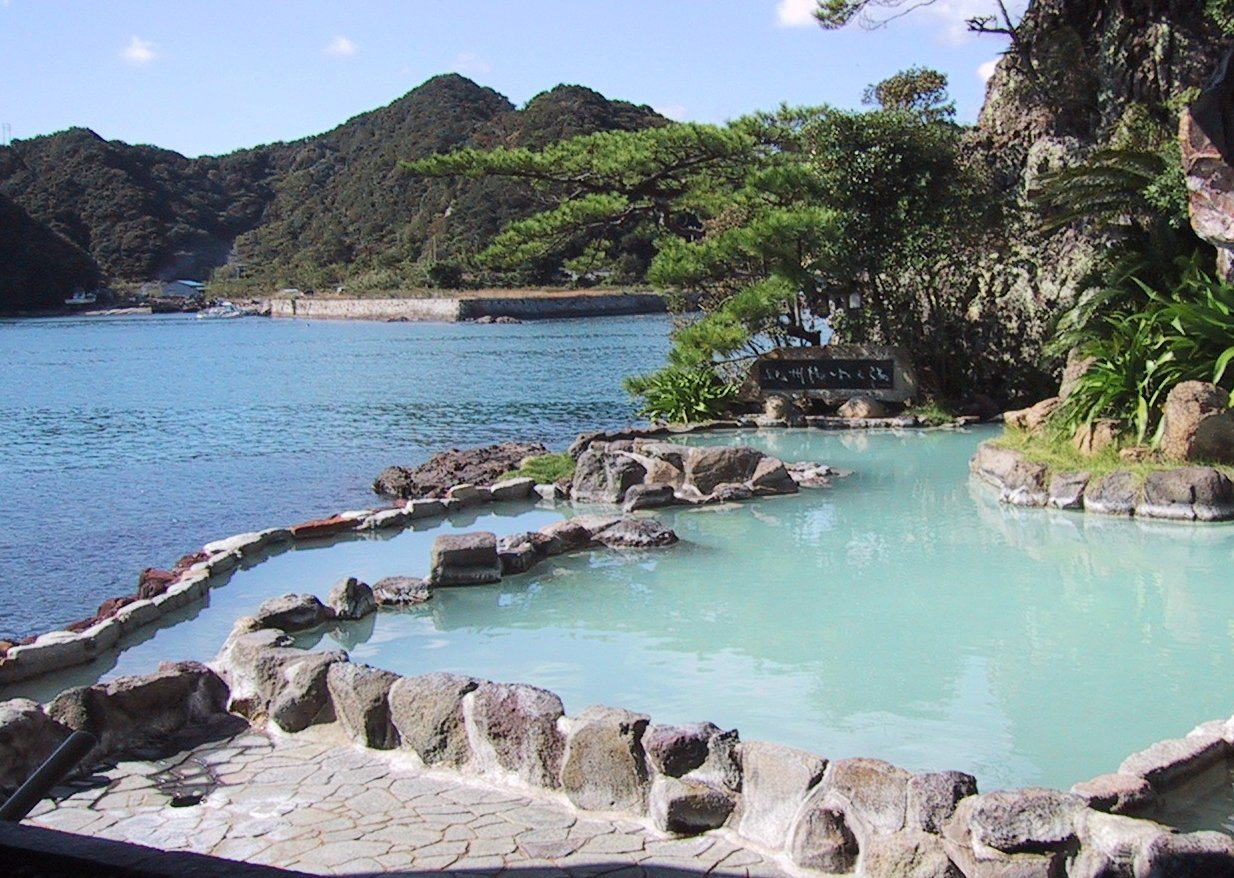
Онсэн в Натикацууре, Япония

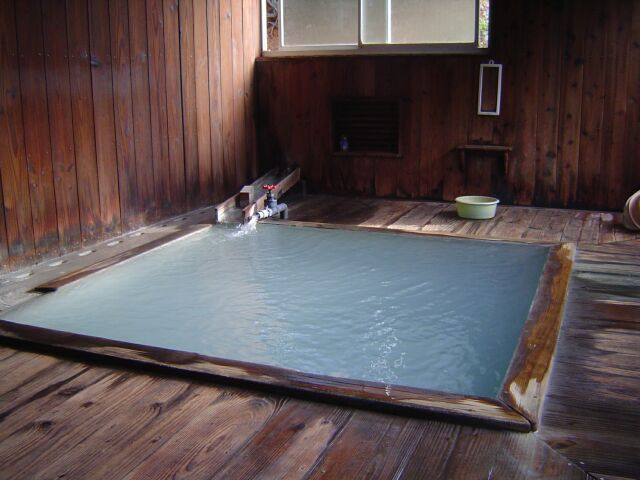
Онсэн в крытом помещении

Онсэн (яп. 温泉 онсэн) — название горячих источников в Японии, а также, зачастую, и сопутствующей им инфраструктуры туризма — отелей, постоялых домов, ресторанов, расположенных вблизи источника. Часто они расположены в районах, где заметны проявления вулканизма. Онсэном считаются источники с температурой воды более 25°С, содержащие не менее 1000 мг/кг хотя бы одного из 18 химических компонентов, перечисленных в «Законе о горячих источниках» 1948 года. Онсэны бывают открытыми, когда купание происходит в естественном водоёме, заполненном горячей водой из источника, и закрытыми, когда горячей минеральной водой наполняют специальные ванны офуро. Отдых на горячих источниках традиционно играет ключевую роль во внутреннем японском туризме.

## Устройство онсэнов

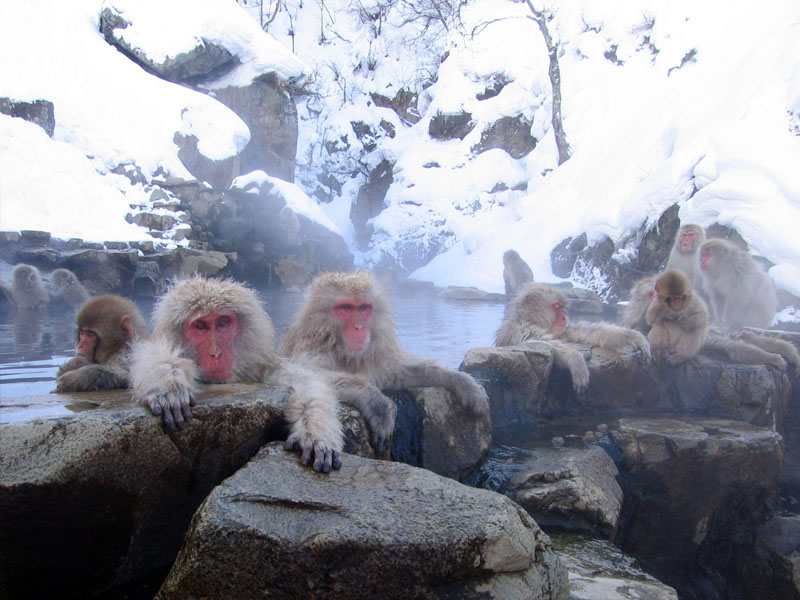
Макаки греются в онсэне в парке Дзигокудани (Нагано, Япония)

Традиционный онсэн предполагает купание на открытом воздухе. Многие онсэн в последнее время также дополнены и крытыми помещениями для купания, существуют онсэн и чисто закрытого типа, куда обычно горячая вода подаётся из скважины. Последние отличаются от сэнто — обычных общественных бань — тем, что в сэнто вода не минеральная, а обычная, и подогревается бойлером.
Традиционный онсэн в старо-японском стиле, наиболее почитаемый населением, имеет всего одну смешанную купальню для мужчин и женщин, часто она дополняется ещё отделённой зоной купания только для женщин, или же устанавливаются определённые часы для тех или иных. Маленькие дети допускаются в любую часть без ограничений. Чаще всего на онсэн едут семьями, дружескими компаниями или для проведения медового месяца.
На картах, а также на указателях и подписях, источники изображаются специальным знаком — ♨. Этот знак, если его перевернуть, напоминает медузу, поэтому японцы часто называют его курагэ (яп. クラゲ, медуза). Также онсэн может обозначаться иероглифом 湯 (ю, дословно — «горячая вода») или, для понимания маленькими детьми, символом хираганы ゆ (ю).

## Медицинские показания
Считается, что купание в онсэне подходящего типа — лучший способ излечения от многих болезней. По составу минеральные горячие воды онсэн Японии бывают следующих типов:
- Сероводородные (яп. 硫黄泉 ио:-сэн)
- Соляные (NaCl) (яп. ナトリウム泉 наториуму-сэн)
- Газированные (углекислым газом) (яп. 炭酸泉 тансан-сэн)
- Железистые (яп. 鉄泉 тэцу-сэн)

В зависимости от химического состава и минерализации воды онсэны оказывают различное терапевтическое воздействие. Каждый тип источников имеет свои специфические показания к применению при лечении различных заболеваний. 
Основные показания к лечению в японских горячих источниках включают:
- Заболевания опорно-двигательного аппарата (хронические боли, артриты, последствия травм, скованность мышц и суставов)
- Неврологические заболевания (реабилитация после инсультов, параличи, невралгии)
- Метаболические нарушения (сахарный диабет, ожирение, подагра, дислипидемия)
- Нарушения кровообращения (умеренная гипертония, нарушения периферического кровообращения)
- Хронические заболевания дыхательной системы (легкие формы астмы, эмфизема)
- Кожные заболевания (экзема, дерматит, псориаз)
- Функциональные расстройства ЖКТ
- Психосоматические расстройства (вегетативная дисфункция, стресс, нарушения сна, депрессия)
- Восстановительное лечение и общеоздоровительные цели

Основными противопоказаниями к посещению горячих источников являются активные стадии заболеваний с лихорадкой, активный туберкулез, прогрессирующие злокачественные опухоли, тяжелая анемия, тяжелые заболевания сердца и легких с одышкой при минимальной физической нагрузке, тяжелые заболевания почек с отеками, желудочно-кишечные кровотечения и острая фаза обострения хронических заболеваний. При этом даже при наличии противопоказаний возможно лечение в горячих источниках под наблюдением врача-специалиста. Существуют дополнительные ограничения для отдельных категорий посетителей в зависимости от типа источников и их химического состава. Особое внимание следует уделять содержанию в воде ионов натрия, калия, магния и йода, которые могут иметь противопоказания для людей с определенными заболеваниями. Кислотные и серные источники имеют специфические ограничения для людей с чувствительной кожей и пожилых посетителей.

## Правила посещения горячих источников
Правила посещения онсэна, подобно правилам посещения сэнто, предписывают, чтобы посетители тщательно вымыли себя с мылом и вымылись под душем перед погружением в ванну или водоём. Душ либо моечные места сопутствуют купелям и мало чем отличаются от моечных мест в обычной бане или сэнто. 
Онсэн считается местом для тихого отдыха, созерцания природы. Поэтому посетители горячих источников стараются не шуметь. В некоторых онсэнах допускается приём сакэ — маленькая бутылочка может быть взята в онсэн на специальном плавающем подносе. Очень старые онсэны могут иметь всего одну общую зону для купания (мужскую и женскую), следует точно выяснить режим её работы, так как определённые часы могут быть назначены для купания лиц противоположного пола.
До 1945 года в Японии было принято совместное купание мужчин и женщин, что сохранилось и в наше время на многих традиционных горячих источниках в провинции.